# Modiola caroliniana
Modiola caroliniana é uma espécie de planta com flor pertencente à família Malvaceae. 
A autoridade científica da espécie é (L.) G.Don, tendo sido publicada em A General History of the Dichlamydeous Plants 1: 466. 1831.

## Portugal
Trata-se de uma espécie presente no território português, nomeadamente em Portugal Continental e no Arquipélago da Madeira.
Em termos de naturalidade é introduzida nas duas regiões atrás referidas.

## Protecção
Não se encontra protegida por legislação portuguesa ou da Comunidade Europeia.